# Brańsk (gromada)
Brańsk (1954–59 Oleksin; 1959–68 Popławy) – dawna gromada, czyli najmniejsza jednostka podziału terytorialnego Polskiej Rzeczypospolitej Ludowej w latach 1954–1972.
Gromady, z gromadzkimi radami narodowymi (GRN) jako organami władzy najniższego stopnia na wsi, funkcjonowały od reformy reorganizującej administrację wiejską przeprowadzonej jesienią 1954 do momentu ich zniesienia z dniem 1 stycznia 1973, tym samym wypierając organizację gminną w latach 1954–1972.
Gromadę Brańsk z siedzibą GRN w mieście Brańsk utworzono 1 stycznia 1969 w powiecie bielskim w woj. białostockim, w związku z przeniesieniem siedziby GRN gromady Popławy z Popław do Brańska i przemianowaniem gromady na gromada Brańsk; równocześnie do gromady Brańsk przyłączono wieś Świrydy z gromady Topczewo oraz wsie Chojewo, Bronka, Kalnica, Kiersnowo, Kiersnówek, Pace, Poletyły Załuskie Koronne, Załuskie Kościelne i kolonie Majerowizna i Jarmarkowszczyzna ze zniesionej gromady Kalnica.
Gromada przetrwała do końca 1972 roku, czyli do kolejnej reformy gminnej. Z dniem 1 stycznia 1973 roku reaktywowano zniesioną w 1954 roku gminę Brańsk.